# 细叶兰邯千金榆
细叶兰邯千金榆（学名：Carpinus rankanensis var. mutsudae）为桦木科鹅耳枥属下的一个变种。

## 扩展阅读
- 維基物種上的相關：细叶兰邯千金榆